# Michael Essien Birthday Party
Michael Essien Birthday Party – singel polskiego rapera Taco Hemingwaya, promujący album zatytułowany Europa, wydany w 2020 roku. Singiel został wydany w 30. urodziny rapera.

## Notowania

### Listy przebojów
| Autor   | Notowanie          | Najwyższa pozycja |
| ------- | ------------------ | ----------------- |
| Spotify | Spotify Chart Week | 4                 |

## Personel
Opracowano na podstawie materiału źródłowego.
| - Filip Szcześniak – słowa, rap - Zeppy Zep & Keeko – produkcja muzyczna - Staszek Koźlik – realizacja nagrań - Rafał Smoleń – miksowanie, mastering |